# Allison Beveridge
Allison Beveridge   (Calgary, 1 de juny de 1993) és una ciclista canadenca especialista en la pista. Ha guanyat quatre medalles als Campionats del Món en pista, i un bronze als Jocs Olímpics de Rio.

## Palmarès en pista
- 2012
  - 1a als Campionats Panamericans en Persecució per equips (amb Laura Brown i Stephanie Roorda)
- 2014
  -  Campiona del Canadà en Òmnium
- 2015
  - Medalla d'or als Jocs Panamericans en Persecució per equips (amb Kirsti Lay, Laura Brown i Jasmin Glaesser)
- 2016
  -  Medalla de bronze als Jocs Olímpics de Rio de Janeiro en Persecució per equips (amb Jasmin Glaesser, Kirsti Lay, Georgia Simmerling i Laura Brown)
- 2017
  - 1a als Campionats Panamericans en Madison (amb Stephanie Roorda)
  -  Campiona del Canadà en critèrium
- 2019
  - 1a als Campionats Panamericans en Persecució per equips

### Resultats a laCopa del Món
- 2013-2014
  - 1a a Guadalajara, en Persecució per equips
- 2015-2016
  - 1a a Cali, en Persecució per equips
  - 1a a Cambridge, en Òmnium
- 2017-2018
  - 1a a Milton, en Persecució per equips

## Palmarès en ruta
- 2017
  -  Campiona del Canadà en ruta
- 2019
  -  Campiona del Canadà en critèrium